# Graham Greene
Graham Henry Greene (2 tháng 10 năm 1904 – 3 tháng 4 năm 1991) là tiểu thuyết gia người Anh.
Ông sinh tại Berkhamsted, Hertfordshire, Anh quốc, là con của một hiệu trưởng, và theo học Đại học Oxford. Ông làm việc cho tờ báo London Times trong giai đoạn 1926-1929 rồi hành nghề ký giả tự do. Năm 1935, ông nhận chân điểm phim cho tờ Spectator, và đến in 1940 nhận chân chủ bút văn học. Trong thời gian 1942-1943, ông phục vụ Bộ Ngoại giao Anh ở miền đông châu Phi. Sau Thế chiến thứ Hai (1939-1945), ông đi đến nhiều nơi.
Graham Greene khởi đầu sự nghiệp văn chương với những sách thuộc loại "giải trí" vì thuộc thể loại hành động, như truyện gián điệp. Dần dà, ông mới chuyển qua thể loại "tiểu thuyết," nổi tiếng nhất là The quiet American (Người Mỹ trầm lặng - 1955), gần đây được dựng thành phim hợp tác với điện ảnh Việt Nam. Ông cũng viết một kịch bản dành riêng cho phim truyện, và một số tác phẩm cho trẻ em.
Graham Greene có xu hướng viết về những đấu tranh tâm linh trong một thế giới đang mục rữa. Tác phẩm của ông có đặc tính đi vào chi tiết sống động, và lấy bối cảnh đa dạng ở nhiều nơi (México, châu Phi, Haiti, Việt Nam), miêu tả nhiều nhân vật sống dưới những áp lực khác nhau về xã hội, chính trị hoặc tâm lý.
Tác phẩm cuối cùng, A world of my own: A dream diary (1994), được viết trong những tháng cuối cùng trong cuộc đời của tác giả, có tính nửa hư cấu nửa tự thuật dựa trên 800 trang tác giả ghi lại qua 24 năm.
Graham Greene được trao Giải Jerusalem năm 1981.

## Tác phẩm
| - The Man Within (1929) - The Name of Action (1930) - Rumour at Nightfall (1931) - Stamboul Train (1932) - It's a Battlefield (1934) - England Made Me (1935) - A Gun for Sale (1936) - Brighton Rock (1938) - The Confidential Agent (1939) - The Power and the Glory (1940) - The Ministry of Fear (1943) - The Heart of the Matter (1948) - The Third Man (Người thứ ba, 1949), truyện vừa - The End of the Affair (Kết thúc một chuyện tình, 1951) - The Quiet American (Người Mỹ trầm lặng, 1955) - Loser Takes All (1955) - Our Man in Havana (1958) - A Burnt-Out Case (1960) - The Comedians (1966) - Travels with My Aunt (Những chuyến đi cùng dì, 1969) - The Honorary Consul (1973) - The Human Factor (1978) - Doctor Fischer of Geneva (1980) - Monsignor Quixote (1982) - The Tenth Man (Người thứ mười, 1985) - The Captain and the Enemy (1988) - The Bear Fell Free (1935) - Twenty-One Stories (21 truyện ngắn, 1954) - A Visit to Morin (1960) - A Sense of Reality (1963), 4 truyện ngắn - May We Borrow Your Husband? (1967), 12 truyện ngắn - Collected Stories (Tuyển tập truyện ngắn, 1973) - How Father Quixote Became a Monsignor (1980) - The Last Word and Other Stories (1990), 12 truyện ngắn - The Complete Short Stories (Toàn tập truyện ngắn, 2005) - No Man's Land (2005) | - Journey Without Maps (1936) - The Lawless Roads (1939) - In Search of a Character: Two African Journals (1961) - A Weed Among the Flowers (1990), xuất bản bởi Sylvester & Orphanos - The Future's in the Air (1937) - The New Britain (1940) - 21 Days (21 ngày, 1940) (chuyển thể từ The First and The Last của John Galsworthy) - Brighton Rock (1947) (chuyển thể từ cuốn sách cùng tên do ông sáng tác) - The Fallen Idol (1948) - The Third Man (1949) - Loser Takes All (1956) - Saint Joan (Nữ thánh Joan, 1957) (chuyển thể từ Nữ thánh Joan của George Bernard Shaw) - Our Man in Havana (1959) - The Comedians (1967) - The Great Jowett (1939) [radio play] - The Living Room (1953) - The Potting Shed (1957) - The Complaisant Lover (1959) - Carving a Statue (1964) - The Return of A.J. Raffles (1975) - Yes and No (Có và không, 1980) - For Whom the Bell Chimes (1980) - The Little Train (Con tàu nhỏ, 1946) - The Little Fire Engine (1950) - The Little Horse Bus (1952) - The Little Steamroller (1955) - A Sort of Life (1971) - Ways of Escape (1980) - Getting to Know the General: The Story of an Involvement (1984) - A World of My Own: A Dream Diary (1992) |